# Биљана Келечевић
Биљана Келечевић (Бања Лука, 17. фебруар 1979) је дипломирани инжињер пољопривреде и доцент на Пољопривредном факултету у Бањој Луци.

## Биографија
У родном граду завршила је средњу пољопривредну школу (1998) и дипломирала на Пољопривредном факултету, општи смјер (2004). На истом факултету магистрирала је 2011. одбраном рада Одређивање сјемена корова у земљишту као основа за избор земљишних хербицида и докторирала 2020. одбраном тезе Биолошке карактеристике и сузбијање врста рода Xanthium на територији Босне и Херцеговине. Запослена је на Пољопривредном факултету у Бањој Луци, гдје је бирана за асистента 2007, вишег асистента 2011. и доцента 2021. године. Као ауторка или коауторка, до 2023. објавила је уџбеник и 42 рада.

## Важнији радови
- Određivanje sadržaja sjemena korova u zemljištu metodom fizičke ekstrakcije i metodom naklijavanja (коауторка), Acta Herbologica 20–1 (Beograd 2011) 35–42;
- Brojnost sjemena korovskih biljaka u zemljištu u usjevu kukuruza (коауторка), Агрознање 12–1 (Бања Лука 2011) 43–50;
- Ambrozija (Ambrosia artemisiifolia L.) u korovskoj vegetaciji Republike Srpske (коауторка), Acta Herbologica 24–2 (Beograd 2015) 109–116;
- Agrobotanika (коауторка), Banja Luka 2015;
- Anatomical and Genetic Characterization of the Genus Xanthium Species from Bosnia and Herzegovina (коауторка), Romanian Agricultural Research 38 (2021) 31–43.